# Mollberg
Mollberg ist ein Ortsteil der niedersächsischen Gemeinde Wiefelstede im Landkreis Ammerland. Er befindet sich an der Oldenburger Landstraße (L 824) zwischen Wiefelstede und Spohle. Einige Wohnhäuser stehen am Mollberger Weg und an einigen kleinen Nebenstraßen. Das Ortsbild wird überwiegend von der Landwirtschaft bestimmt.
Der Ort hat eine Freiwillige Feuerwehr. Die Motorsirene befindet sich allerdings im Nachbarort Dringenburg. Direkt neben der Feuerwehr befindet sich der Campingplatz Am Rabbensee. 

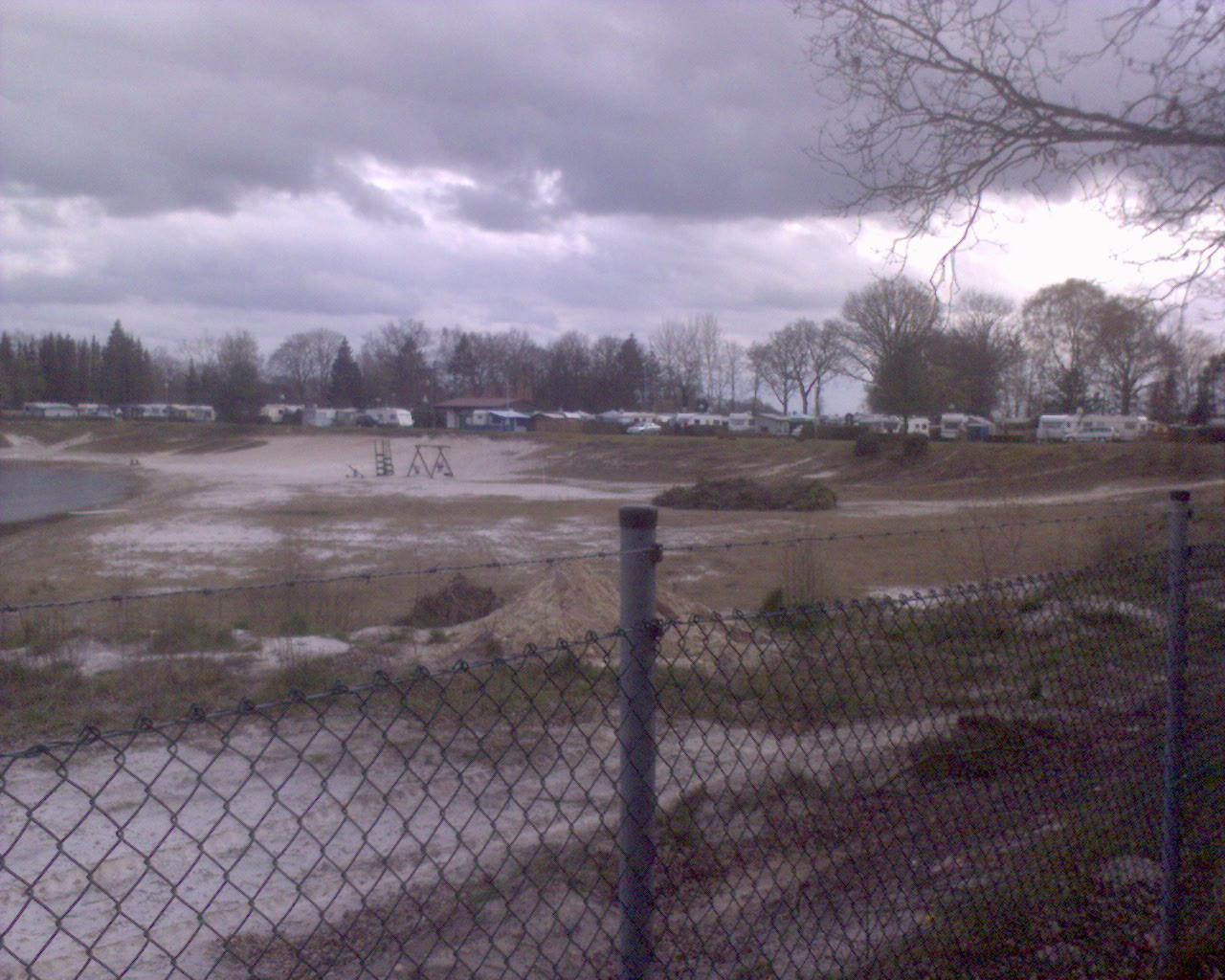
Der Rabbensee

Mollberg grenzt u. a. an den Ortsteil Nethen der Gemeinde Rastede. 
Mollberg wird von der Linie 330 der VWG von Oldenburg nach Conneforde an den ÖPNV angebunden. Darüber hinaus verkehren hier zwei Schulbuslinien. Der Anschluss an die Bundesautobahn 29 erfolgt über die Anschlussstelle Hahn-Lehmden.